# Nokere Koerse 1991
La Nokere Koerse 1991, quarantaseiesima edizione della corsa, si svolse il 20 marzo per un percorso con partenza ed arrivo a Nokere. Fu vinta dal belga Koen Van Rooy della squadra La William-Saltos-Duvel davanti al connazionale Johan Capiot e all'olandese Martien Kokkelkoren.

## Ordine d'arrivo (Top 10)
| Pos. | Corridore           | Squadra                 | Tempo    |
| ---- | ------------------- | ----------------------- | -------- |
| 1    | Koen Van Rooy       | La William-Saltos-Duvel | 4h33'00" |
| 2    | Johan Capiot        | TVM-Sanyo               | a 15"    |
| 3    | Martien Kokkelkoren | Buckler                 | a 20"    |
| 4    | Johan Remels        | Tulip Computers         | s.t.     |
| 5    | Gino Van Hooydonck  | Buckler                 | s.t.     |
| 6    | Fabrice Naessens    | Lotto-Super Club-MBK    | s.t.     |
| 7    | Frank Hoste         | La William              | s.t.     |
| 8    | Peter Huyghe        | La William              | s.t.     |
| 9    | Corne Van Rijen     | Elro Snacks-Hisfa       | s.t.     |
| 10   | Adrie Kools         | Tulip Computers         | s.t.     |